# Speciální čarodějnický díl XXXIV
Speciální čarodějnický díl XXXIV (v anglickém originále Treehouse of Horror XXXIV) je 5. díl 35. řady (celkem 755.) amerického animovaného seriálu Simpsonovi. Scénář napsali Jeff Westbrook, Jessica Conradová a Dan Vebber a díl režíroval Rob Oliver. V USA měl premiéru dne 5. listopadu 2023 na stanici Fox Broadcasting Company, v Česku byl poprvé vydán 13. prosince 2023 na platformě Disney+ s českými titulky a poprvé vysílán v českém znění dne 11. července 2023 na stanici Prima Cool.

## Děj

### Tokeny s Bartem nic nerozdělí (Divoký Barty nezkrotíš)
Starosta Quimby oznamuje své rozhodnutí uzavřít Springfieldské muzeum umění a digitalizovat jeho umělecké předměty jako nezastupitelné tokeny (NFT) v blockchainu. Homer se poté vplíží do muzea a omylem digitalizuje Barta, jehož podoba je nyní čistě digitální. Jakmile se o tom dozví Marge, sama vstoupí do blockchainu, aby Barta zachránila pod vedením „osvícených intelektuálů“ Kylie Jennerové, Roba Gronkowského a Jimmyho Fallona. Objeví se v posledním vagonu vlaku, ve kterém přebývají NFT s nejnižší hodnotou. Margina hodnota se zvýší, když neúmyslně zničí jiné NFT, posléze se teleportuje do následujícího vagonu s hodnotnějšími NFT. Marge tak ničí další a další NFT a pokračuje vlakem, než se znovu setká s Bartem.
Ve skutečném světě se pan Burns pokouší koupit NFT Barta od Homera. Poté, co se Marge s Bartem vrátí do muzea za pomoci klíče Kylie Jennerové, vyjde najevo, že Homer se přijetím Burnsovy nabídky sám proměnil v NFT. Vlaku poháněnému FOMO dojde palivo, čímž se všechna NFT, včetně Homera, stanou téměř bezcennými.

### Ei8ht (O8M)
Tato část začíná dne 7. října 1993, kdy Levák Bob na lodi zavraždí Barta. O třicet let později se Líza stane profesorkou forenzní psychologie a děkankou fakulty kriminologie. Je povolána policistou Nelsonem, aby mu pomohla vyšetřit sérii vražd, u kterých pachatel nechával vzkazy „byl první“.
Líza hledá pomoc u Boba, ale odmítá jeho rady ukryté v hádankách či anagramech. Na pohřbu jedné z obětí si uvědomí, že všechny z obětí byly prvorozené („byl první“), a rozluští Bobovu hádanku, která ji zavede k jatkám, které vlastní Ana Gramová.
Nelson je při průzkumu jatek zabit. Líza v nedaleké místnosti, připomínající její vlastní dětský pokoj, objeví záznam z bezpečnostní kamery, který odhalí, že vraždila právě ona. Policie ji zatkne a Líza v cele odhalí Bobovi svou rozdvojenou osobnost. „Profesorka Líza“ byla nevědomým spolupachatelem jejích zločinů. Ukáže se také, že Maggie je strážkyní Bobovy cely a právě ona dostala Lízu do jeho cely. Líza zavraždí Boba za doprovodu stejné skladby, kterou zpíval on sám při vraždě Barta.

### Zahoumřeno (Vykrkáno)
V elektrárně je Homer přistižen, jak jí koblihy. Zatímco si stěžuje na nespravedlivá pravidla společnosti, kobliha mu upadne a rozkutálí se. Po cestě se obalí radioaktivním odpadem a špínou, Homer ji ale i tak sní.
Radioaktivní odpad způsobí mutaci Homerovy DNA a také to, že svůj vzhled a vlastnosti přenáší říháním. Mutace se postupně šíří Springfieldem a všichni se proměňují na Homera. Profesor Frink se ujme Homerových dětí, které jsou jako jediné vůči mutaci imunní. Společně hledají Homera, aby mohli využít jeho DNA k zastavení šíření mutace, ten ale odmítá spolupracovat, jelikož se všichni chovají jako on, nesvázaní žádnými pravidly. Aby ho Frink přesvědčil, odhalí nakaženou Marge v domnění, že ho tím přesvědčí, aby vše vrátil do normálu, ale Homer ji namísto toho shledá krásnou. Poté nakazí i Frinka a nákaza se postupně rozšíří po celém světě.

## Produkce
Epizodu režíroval Rob Oliver a jejími showrunnery byli Matt Selman a Brian Kelley. Scenáristé Jeff Westbrook, Jessica Conradová a Dan Vebber napsali jednotlivé části, v uvedeném pořadí. Jako hostující dabéři se objevili Kylie Jennerová jako ona sama, Matthew Friend jako Jimmy Fallon a Kelsey Grammer jako Levák Bob, poprvé po čtyřech letech od dílu 31. řady Šťastné a ukradené.

## Kulturní odkazy
Zápletka segmentu Tokeny s Bartem nic nerozdělí odkazuje na film Ledová archa z roku 2013. Obsahuje narážky na kolekci NFT Bored Ape. Originální název Wild Barts Can't Be Token je hříčkou na film Wild Hearts Can't Be Broken, česky Divoká srdce nelze zlomit, z roku 1991.
Ei8ht odkazuje na film Mlčení jehňátek z roku 1991 a filmy režiséra Davida Finchera, včetně filmu Sedm (1995), stylizovaného jako Se7en.
Zahoumřeno (Lout Break) odkazuje na film Smrtící epidemie (Outbreak) z roku 1995. Homer na konci spolu s nakaženými obyvateli zpívá píseň „Just Like Paradise“ od Davida Lee Rotha.

## Přijetí

### Sledovanost
Ve Spojených státech díl během premiéry na televizi Fox sledovalo 4,35 milionu diváků.

### Kritika
Kritik Daniel Kurland z webu Bubbleblabber udělil čarodějnickému dílu 5,5 z 10 možných bodů. Měl pocit, že epizoda má příliš rychlý spád, a jako příklad uvedl absenci úvodní sekvence a jasného vysvětlení toho, proč Homer digitalizuje Barta v části Tokeny s Bartem nic nerozdělí. Také se mu zdálo, že „Simpsonovi spíše odškrtávají nahodilý seznam, než aby vyprávěli kvalitní příběh“. Kurland chválil dějovou strukturu následující části Ei8ht jako „jedinou hororově zaměřenou“ část epizody, ale měl pocit, že se nehodí k návratu Leváka Boba do seriálu. Kurland uvedl, že ve Speciálních čarodějnických dílech se již opakuje námět „mnoha verzí Homera“, a proto je segment Zahoumřeno přehnaný.
Kritik Tuhin Das Mahapatra z Hindustan Times se nechal slyšet, že přístup epizody k současným tématům, jako jsou NFT, je zastaralý. Das Mahapatra považoval zápletku Ei8ht za zlověstnější a napínavější a za „vítanou změnu tónu“ oproti první části, přičemž se mu líbil i humorný charakter části Zahoumřeno. Ve svém závěru zmínil kritiku, že odkazy v epizodě působily „nemístně“ a že se jedná o příklad toho, jak se společenský komentář Simpsonových stává méně důmyslným.
Pro kritika listu The Salt Lake Tribune Scotta Pierce byla tato epizoda „velkým zklamáním“. Pierce uvedl, že první segment byl nudný a vlak by dával smysl pouze divákům filmu Ledová archa nebo jeho televizní adaptace. Návrat Leváka Boba k jeho potěšení z epizody nepřispěl. Podle jeho názoru segment Zahoumřeno (v originále Lout Break) nebyl „ani strašidelný, ani vtipný“ a odkaz na Smrtící epidemii (v originále Outbreak) působil zastarale.
Michael Boyle z /Film si na začátku části Ei8ht užil alternativní konec předchozího „jedinečně praštěného“ dílu Mys hrůzy (ve kterém Bart nezemře). Boyle vyjádřil uspokojení nad tím, že Líza může „být pro jednou neomluvitelně zlá“, na rozdíl od jejího ztvárnění jako „oběti nebo pozorovatele“ v jiných Speciálních čarodějnických dílech. Také považuje Ei8ht za pravděpodobně nejznepokojivější část čarodějnických speciálů.